# Ridgely (Tennessee)
Ridgely és una població dels Estats Units a l'estat de Tennessee. Segons el cens del 2000 tenia 1.667 habitants.

## Demografia
Segons el cens del 2000, Ridgely tenia 1.667 habitants, 673 habitatges, i 461 famílies. La densitat de població era de 906,5 habitants/km².
Dels 673 habitatges en un 28,4% hi vivien nens de menys de 18 anys, en un 45,3% hi vivien parelles casades, en un 19,6% dones solteres, i en un 31,5% no eren unitats familiars. En el 28,7% dels habitatges hi vivien persones soles el 15,6% de les quals corresponia a persones de 65 anys o més que vivien soles. El nombre mitjà de persones vivint en cada habitatge era de 2,34 i el nombre mitjà de persones que vivien en cada família era de 2,88.
Per edats la població es repartia de la següent manera: un 23,8% tenia menys de 18 anys, un 6,7% entre 18 i 24, un 24,2% entre 25 i 44, un 23,9% de 45 a 60 i un 21,3% 65 anys o més.
L'edat mediana era de 41 anys. Per cada 100 dones de 18 o més anys hi havia 69,8 homes.
La renda mediana per habitatge era de 20.675 $ i la renda mediana per família de 26.607 $. Els homes tenien una renda mediana de 23.625 $ mentre que les dones 20.169 $. La renda per capita de la població era de 12.176 $. Entorn del 24,5% de les famílies i el 26,9% de la població estaven per davall del llindar de pobresa.

## Poblacions més properes
El següent diagrama mostra les poblacions més properes.